# 達維迪夫

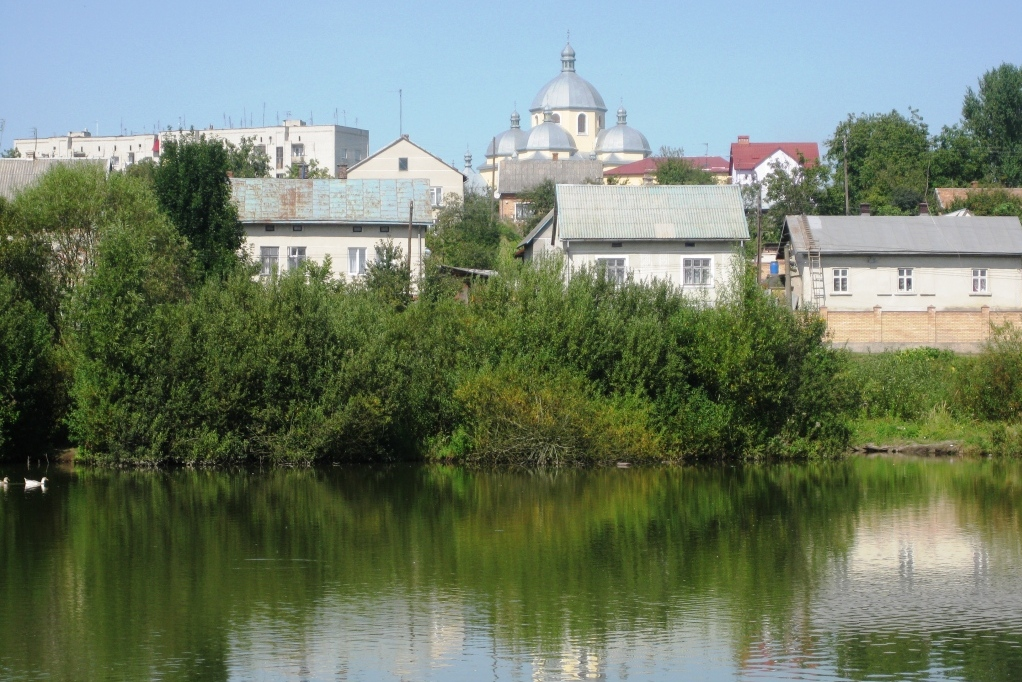
達維迪夫

達維迪夫（羅馬化：Davydiv）是烏克蘭西部利沃夫州利沃夫区达维迪夫市镇内的村莊，處於達維迪夫卡河畔，始建於1355年，面積4.37平方公里，海拔高度309米，2001年人口4,557。
49°44′39″N 24°8′17″E / 49.74417°N 24.13806°E